# ههبرگورن
ههبرگورن (به لاتین: Höhberghorn) یک کوه در سوئیس است که در کانتون گراوبوندن واقع شده‌است. ههبرگورن ۳٬۰۰۵ متر بالاتر از سطح دریا واقع شده‌است.